# دیولا توروک
دیولا توروک (مجاری: Gyula Török؛ ۲۴ ژانویه ۱۹۳۸ – ۱۲ ژانویه ۲۰۱۴) بوکسور اهل مجارستان بود.
وی در مسابقات کشوری و بین‌المللی در مجموع برندهٔ ۱ مدال طلا، ۱ مدال نقره شده‌است.